# (33936) Johnwells
2000 LL30 (asteroide 33936) é um asteroide da cintura principal. Possui uma excentricidade de 0.19853810 e uma inclinação de 3.77881º.
Este asteroide foi descoberto no dia 7 de junho de 2000 por LINEAR em Socorro.